# Ścieżka przyrodnicza „Dąb Dominik”
Ścieżka przyrodnicza „Dąb Dominik” – ścieżka przyrodnicza w Polsce, przebiegająca w województwie lubelskim, na terenie Poleskiego Parku Narodowego. Podstawowa trasa ma długość 2,5 km, dłuższa 3,5 km. Częściowo prowadzona jest kładkami, przystosowanymi do zwiedzania przez osoby niepełnosprawne. Prowadzi przez różne typy lasów: grąd niski, ols, bór bagienny i zarastające jezioro Moszne.

## Przebieg ścieżki
Ścieżka rozpoczyna się w Kolonii Łomnica, przy drodze z Urszulina do Sosnowicy. Zlokalizowane jest na niej 17 przystanków z tablicami informacyjnymi:
1. Wieś Łomnica
2. Las liściasty
3. Grąd wysoki wschodniopolski i dąb „Dominik"
4. Drągowina sosnowa
5. Ols kępowo-dolinkowy
6. A. Torfowisko przejściowe. B. Torfowisko wysokie
7. Jezioro Moszne
8. Łęg olchowy
9. Zarośla łozowe tzw. łoziny
10. A. Bór bagienny typowy. B. Strefa przejściowa
11. Torfowisko przejściowe
12. Torfianki
13. Lasy chłopskie
14. Wieś Jamniki

Krótsza trasa kończy się na punkcie 9, a następnie wraca do Kolonii Łomnica. Koniec dłuższej trasy znajduje się we wsi Jamniki, również przy drodze z Urszulina do Sosnowicy.

## Dąb „Dominik”
Znajdujący się przy ścieżce dąb szypułkowy o obwodzie pnia ok. 380 cm otrzymał na cześć prof. dra hab. Dominika Fijałkowskiego nazwę „Dominik”. Od nazwy drzewa pochodzi nazwa ścieżki.

## Galeria

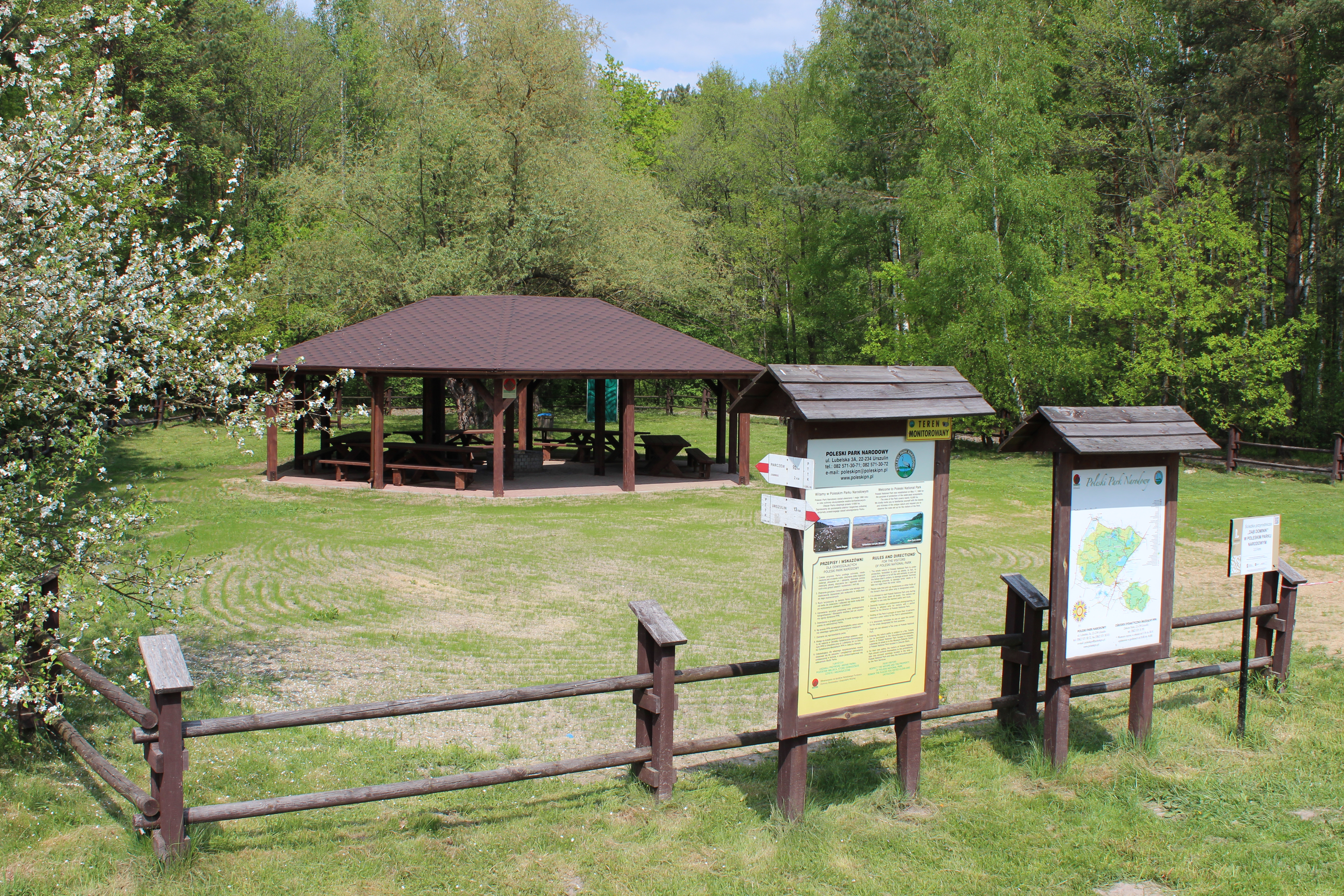
Początek ścieżki w Kolonii Łomnica
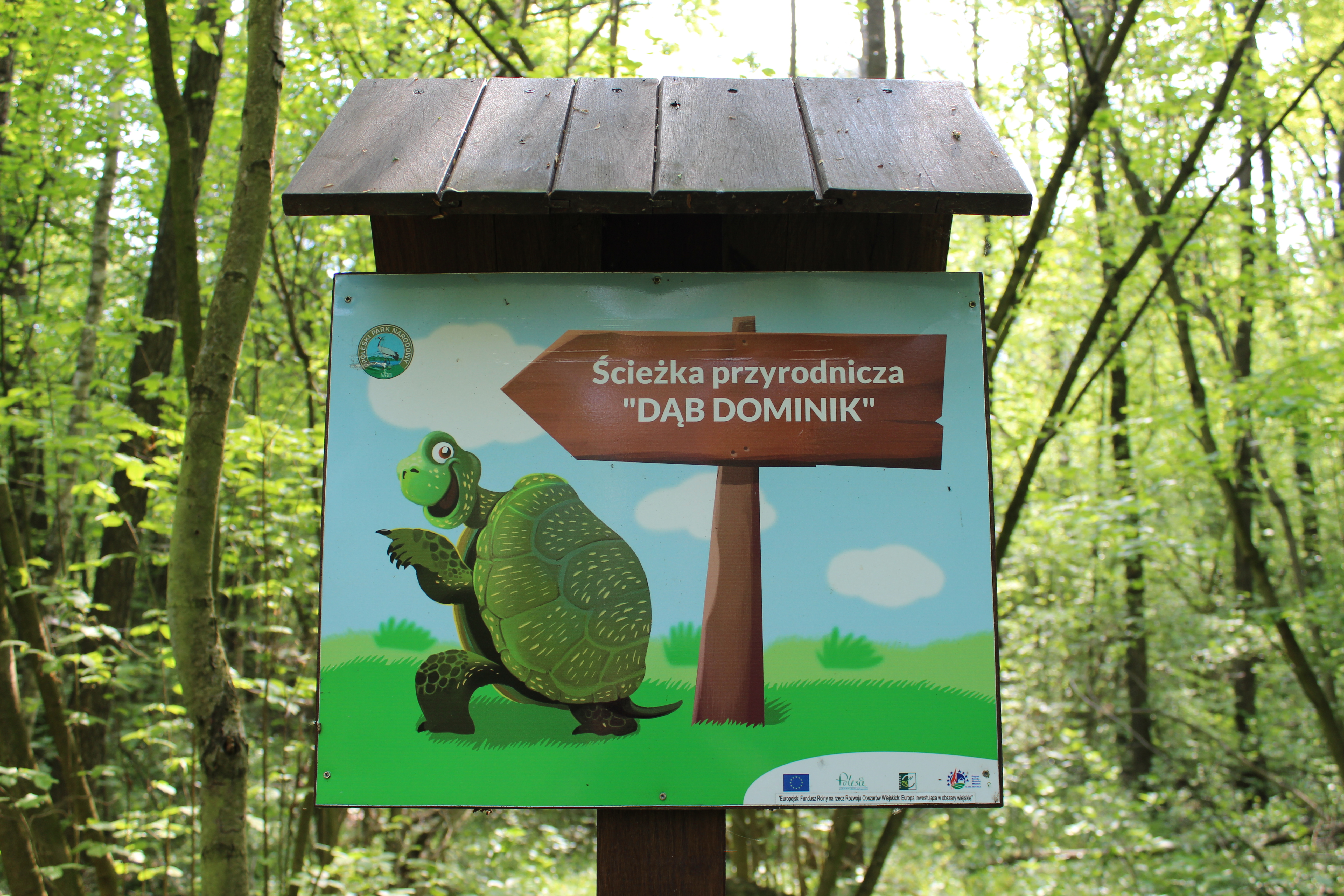
Kierunkowskaz do ścieżki
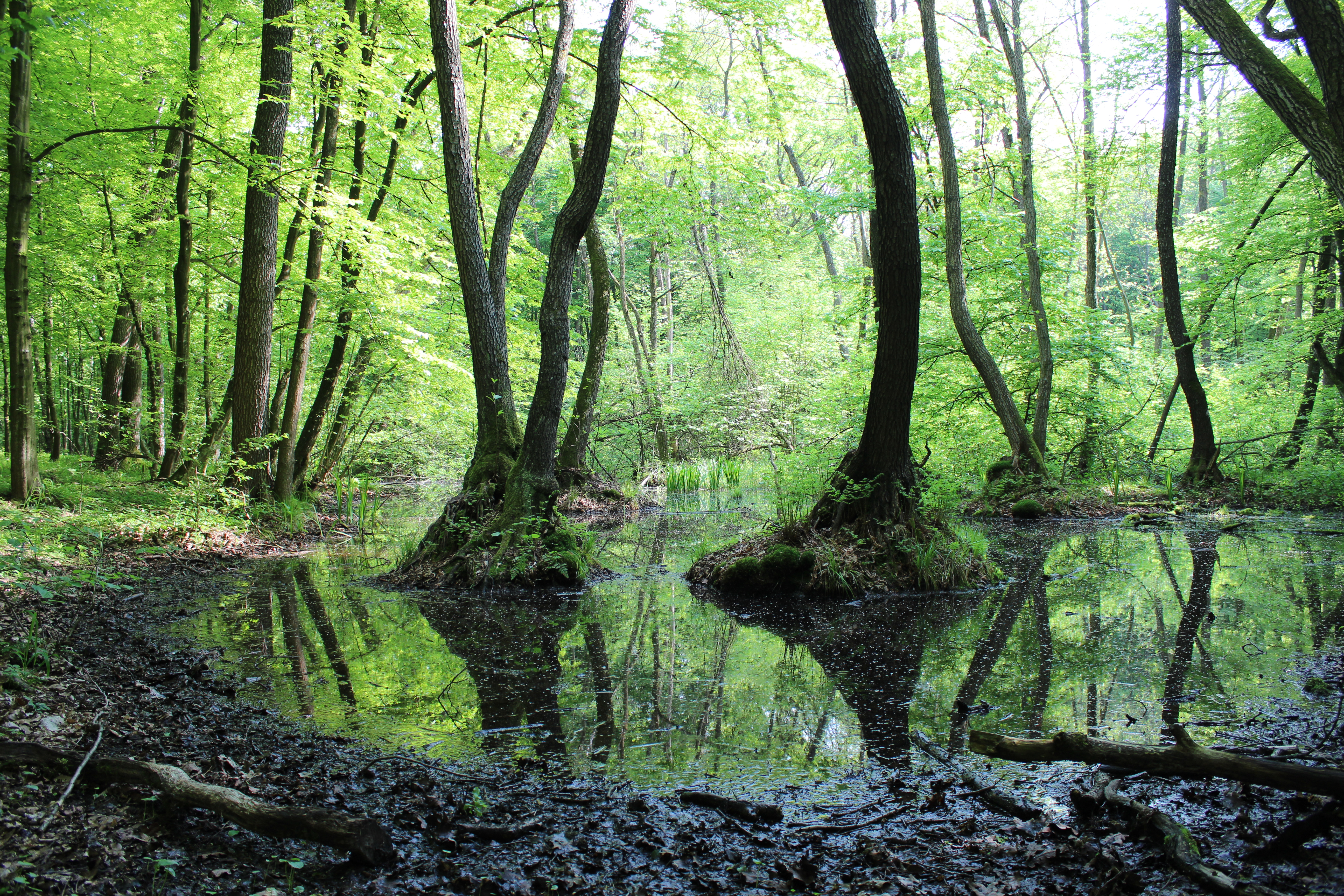
Ols kępowo-dolinkowy
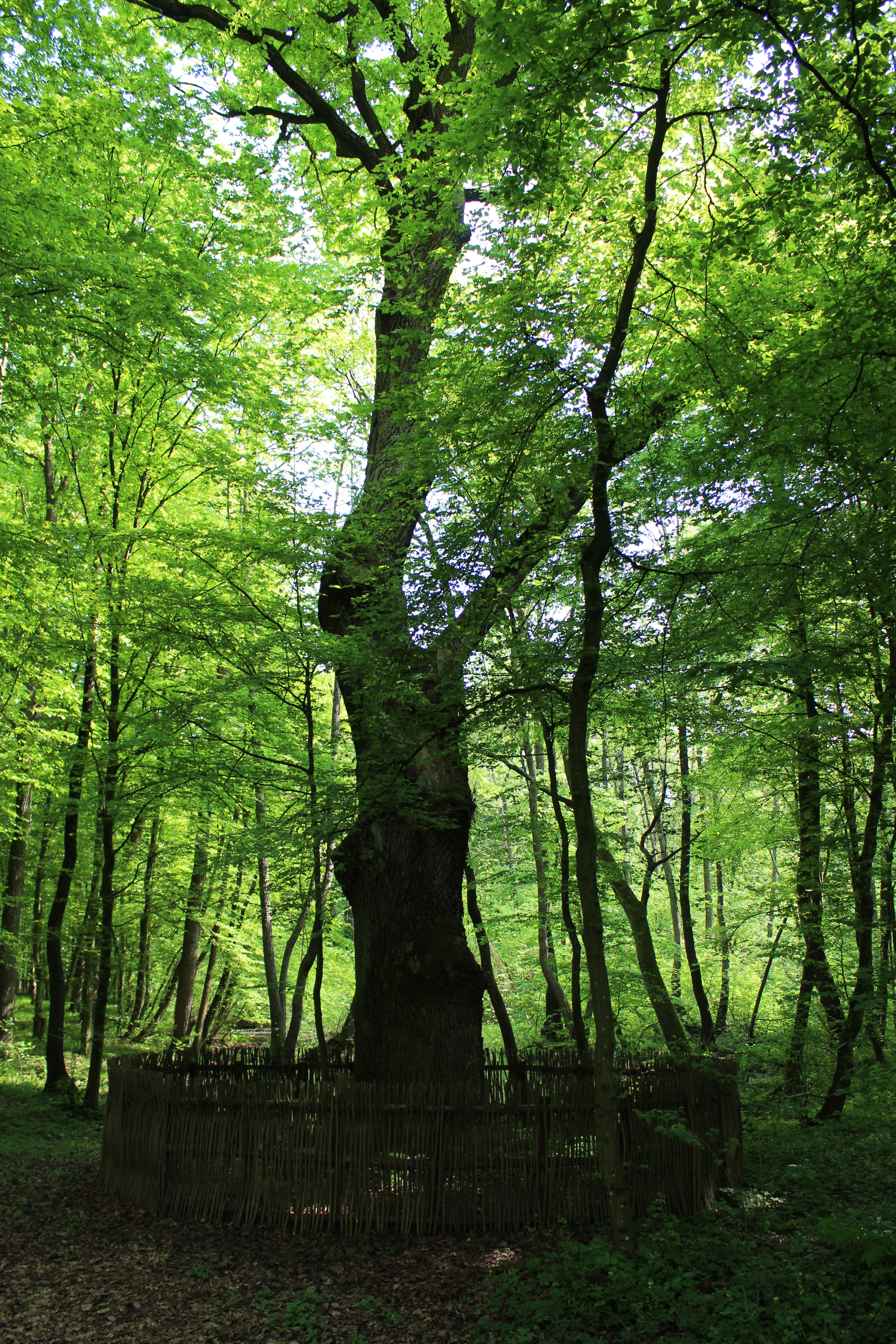
Dąb „Dominik”
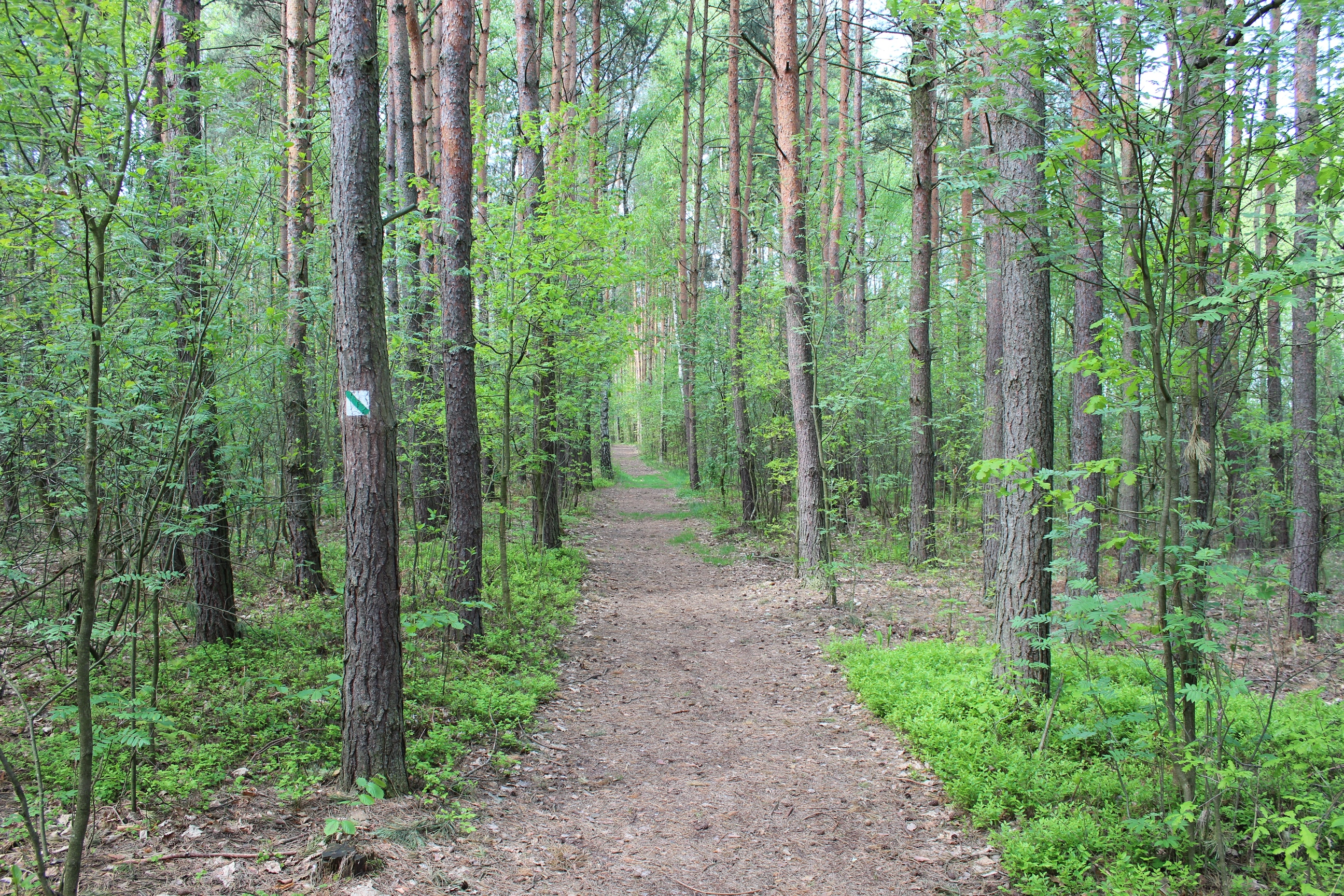
Drągowina sosnowa
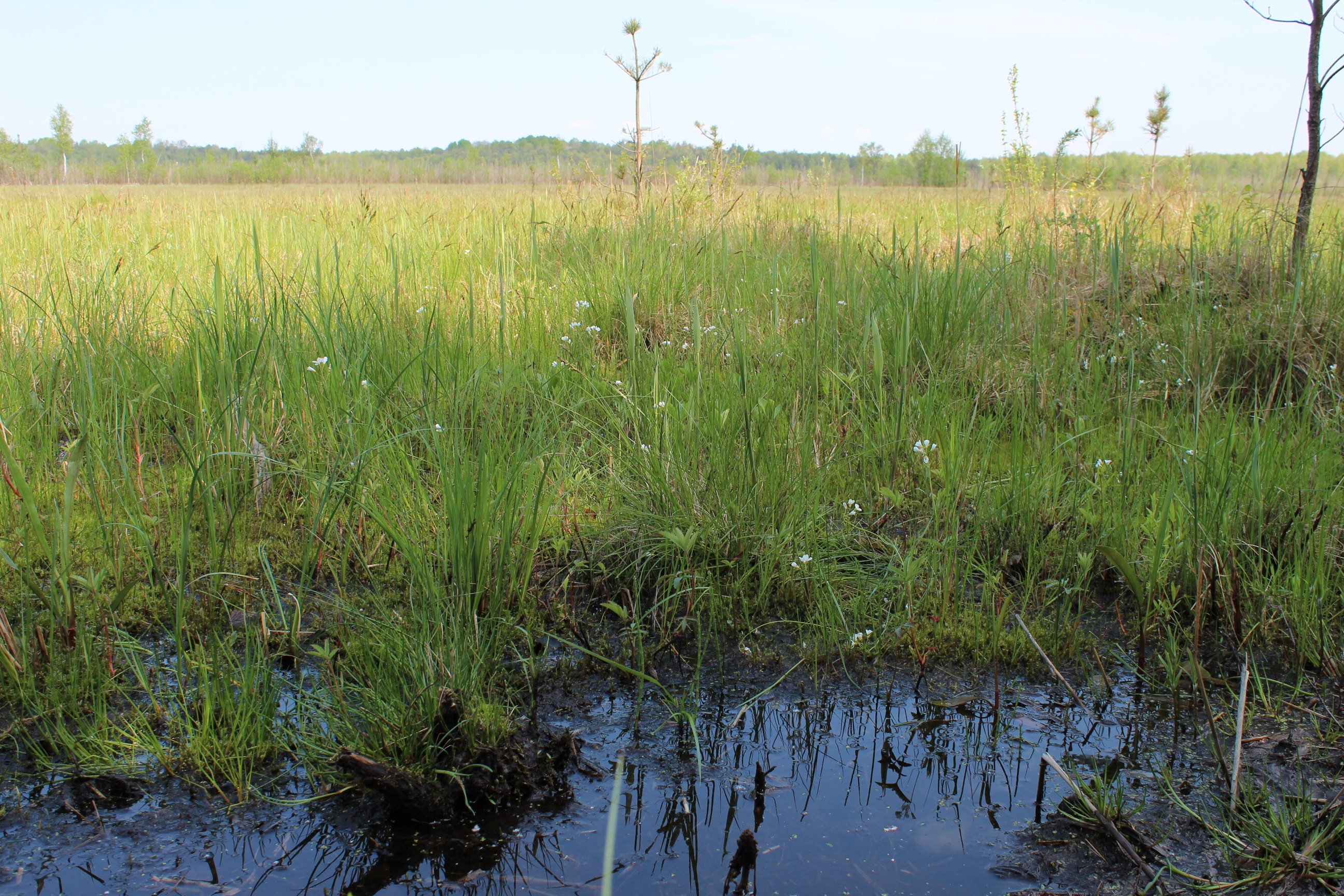
Torfowisko przejściowe
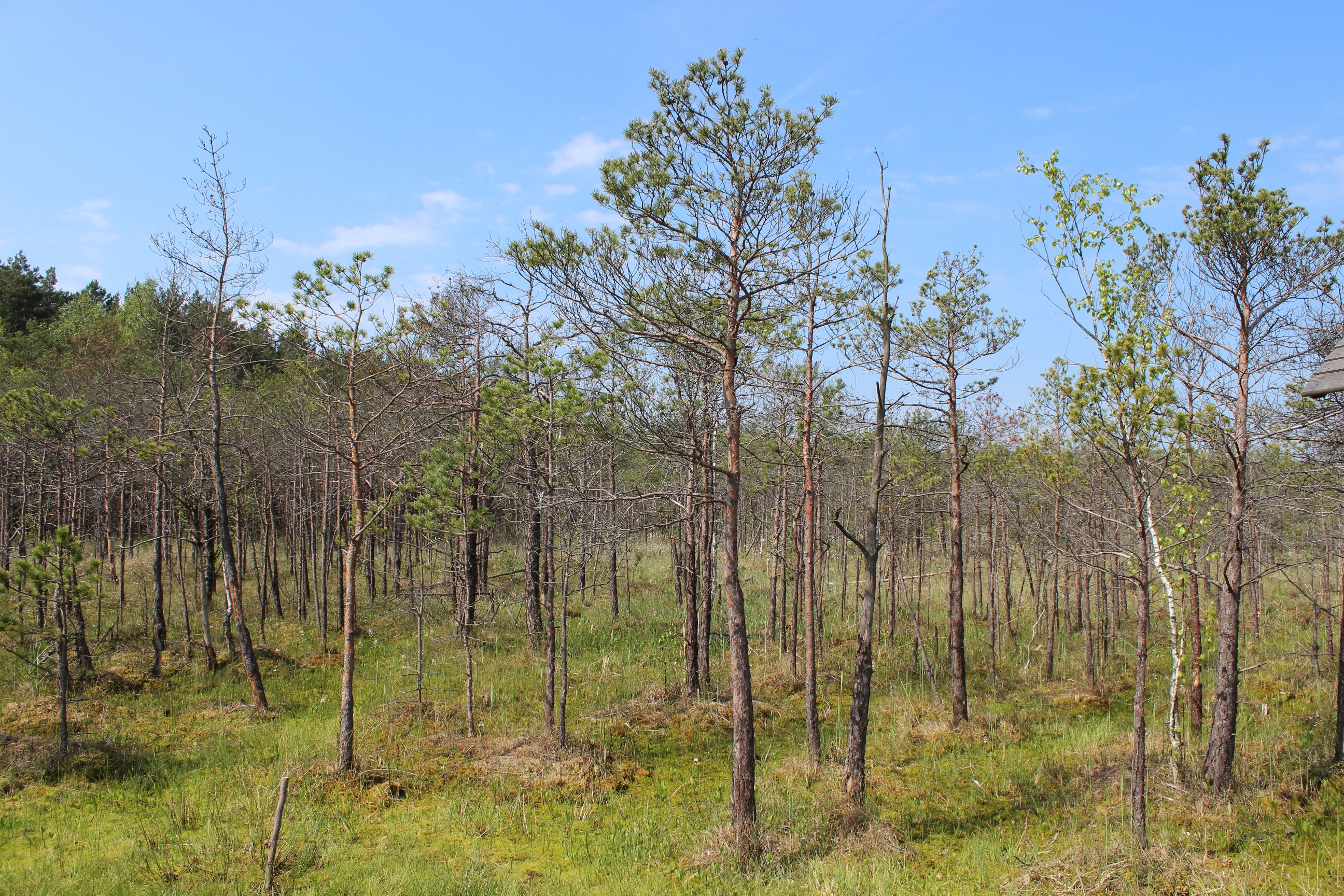
Torfowisko wysokie
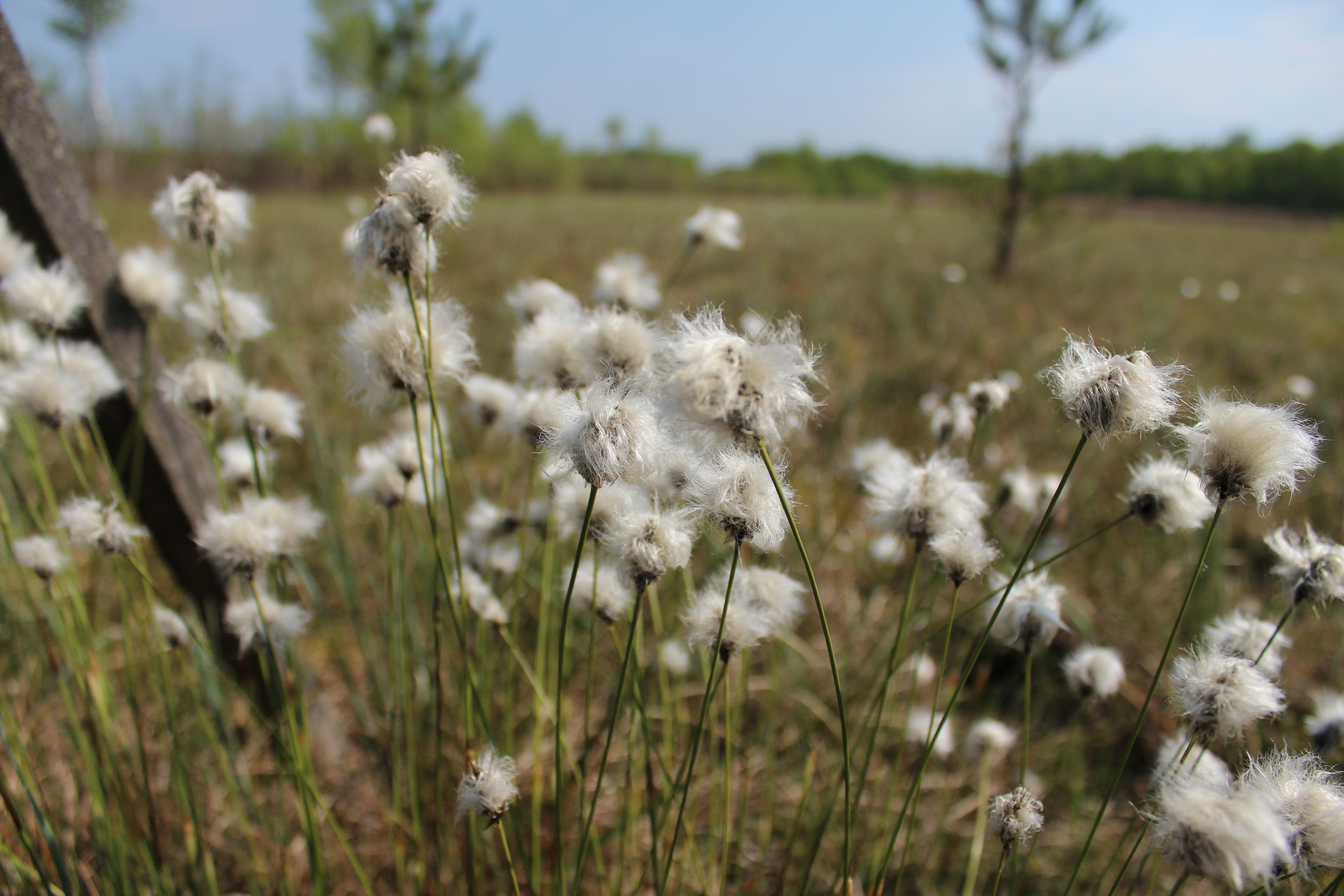
Roślinności na splei
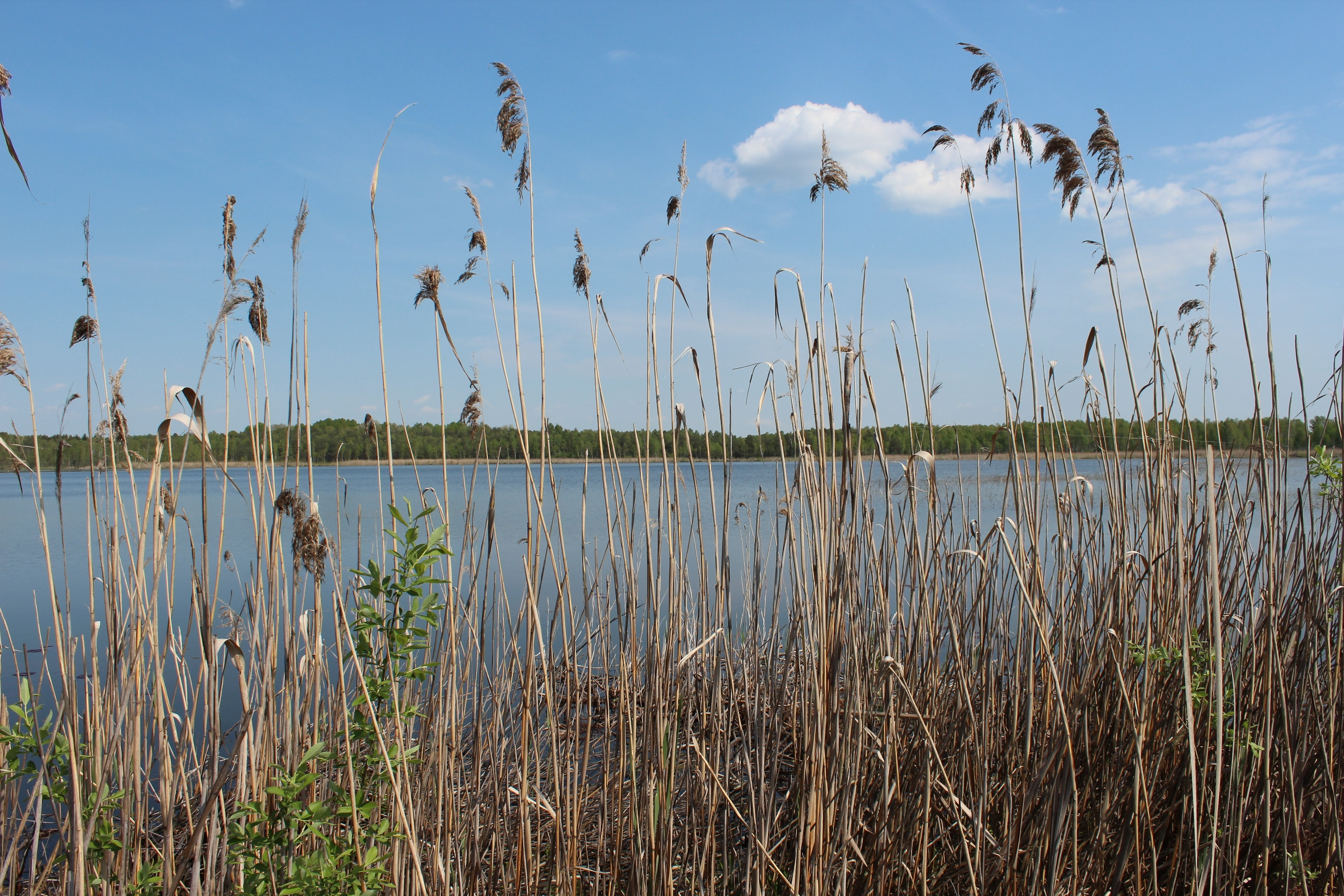
Współczesna linia brzegowa jeziora Moszne z roślinnością szuwarową
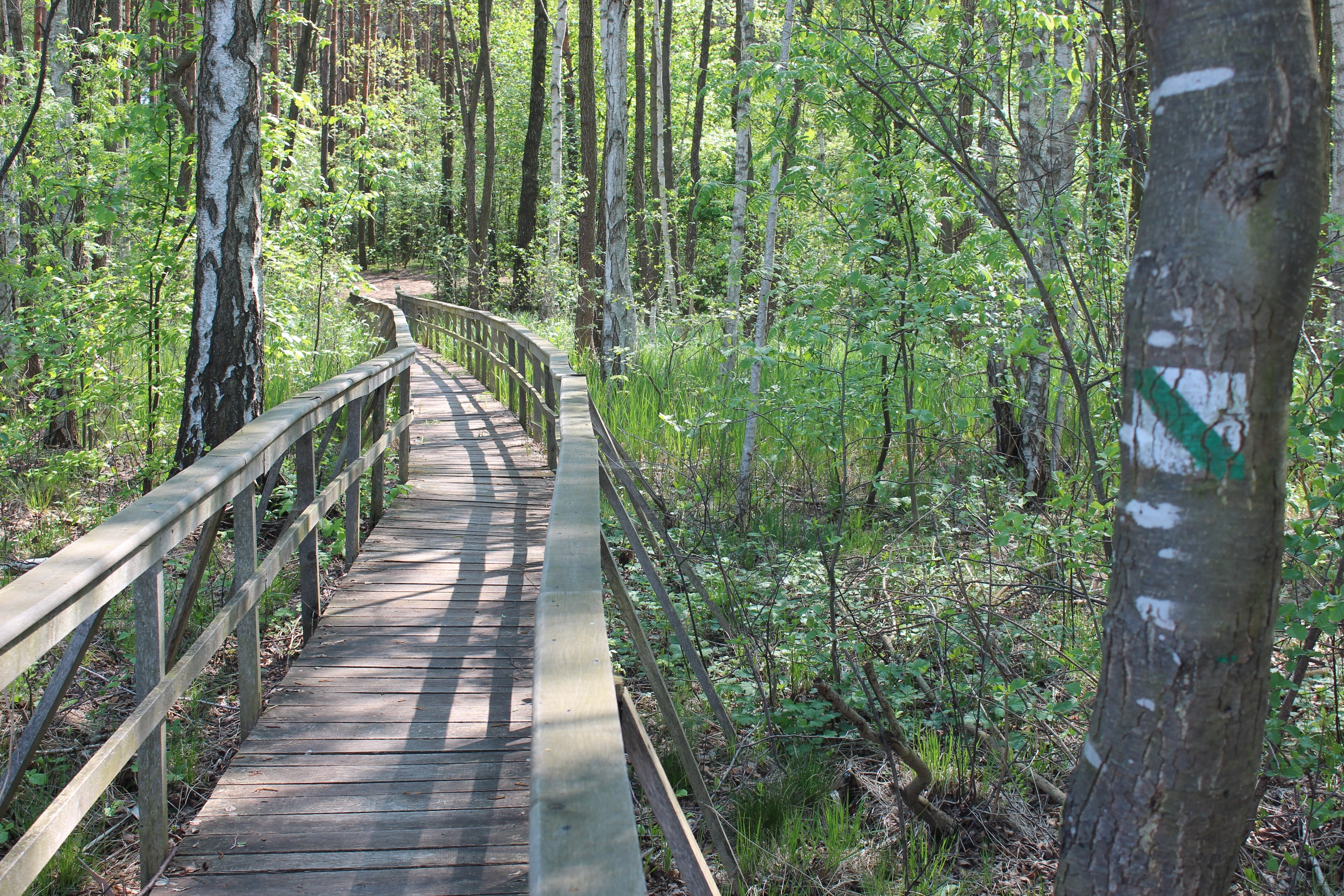
Kładka na ścieżce
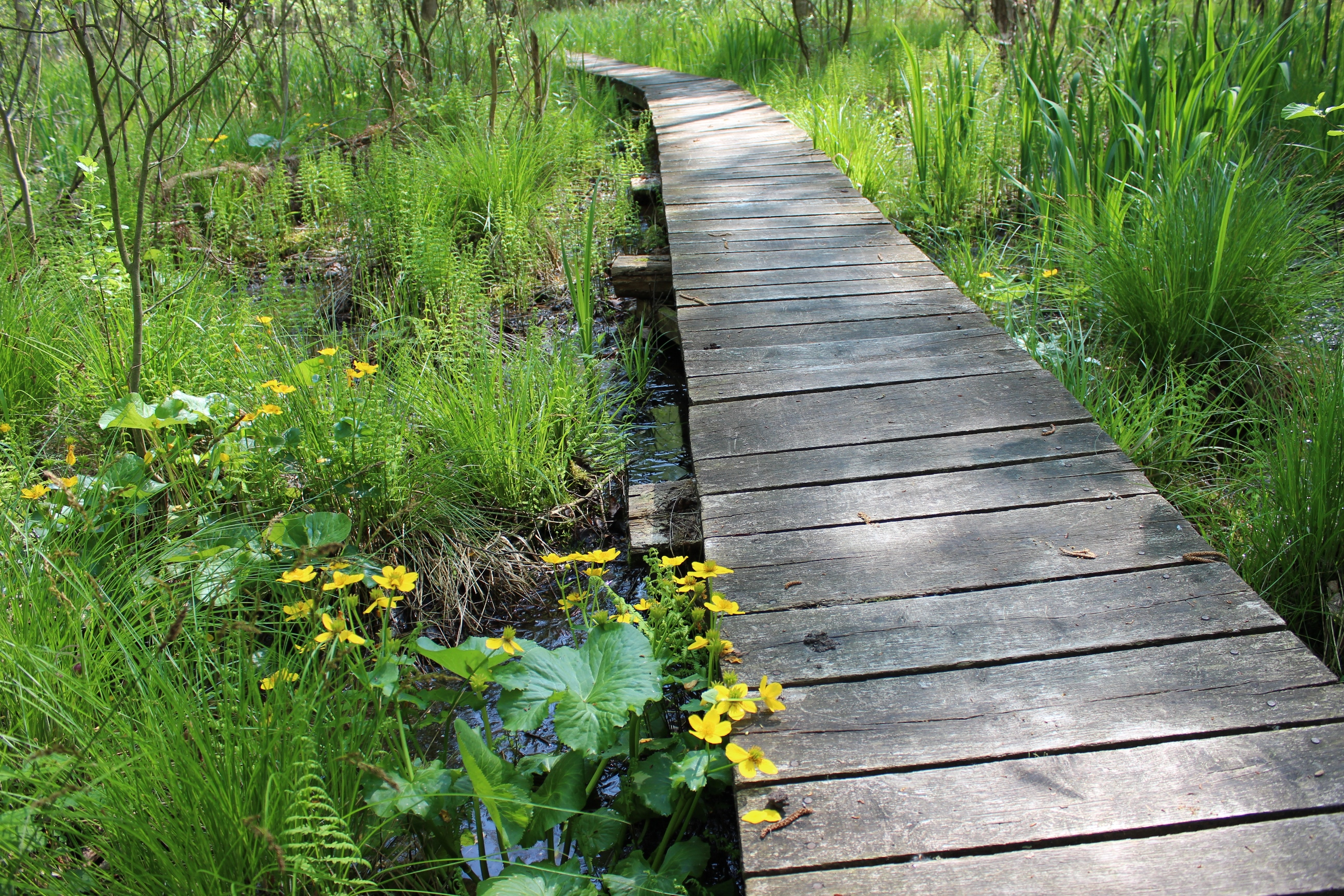
Knieć błotna przy kładce
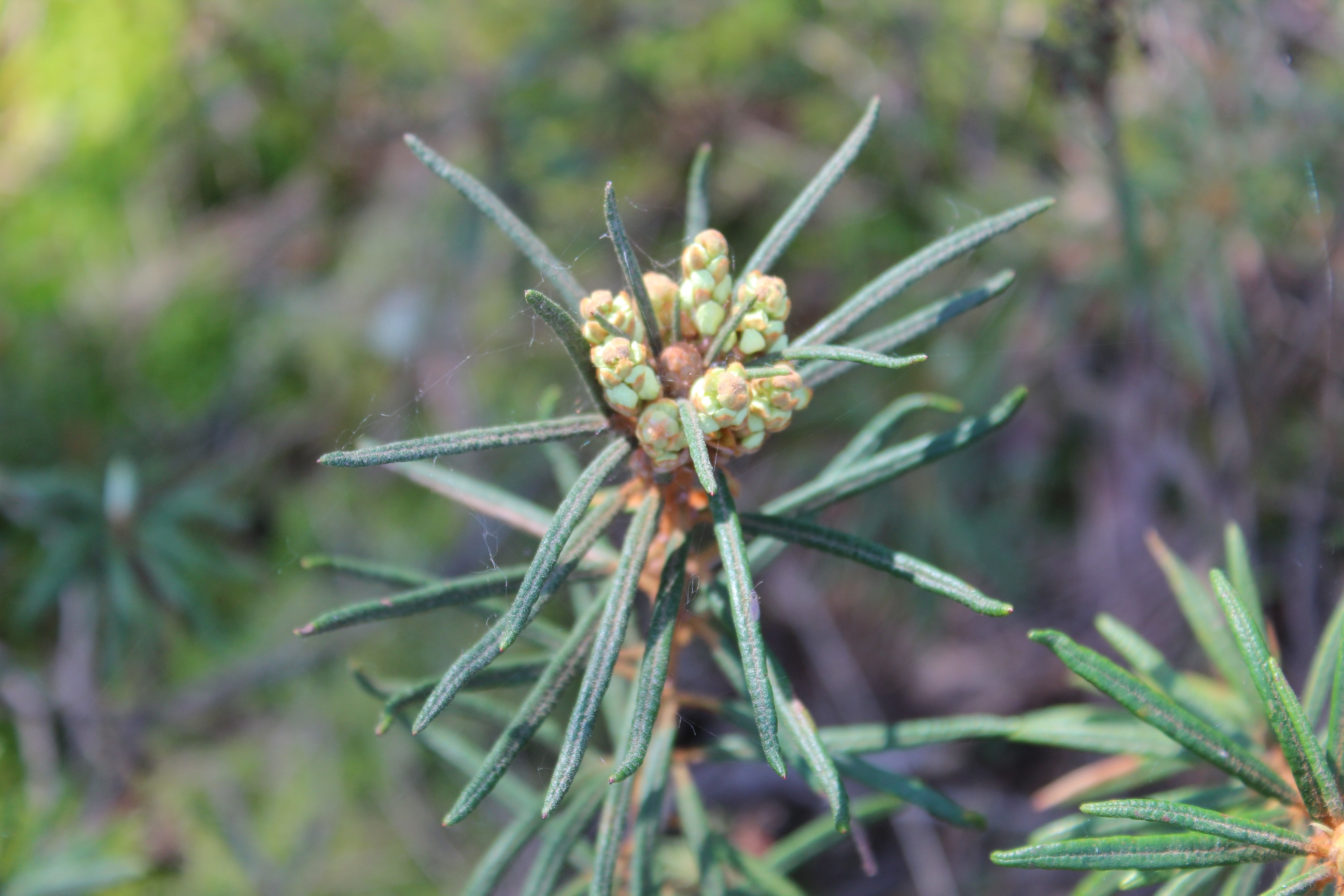
Bagno zwyczajne
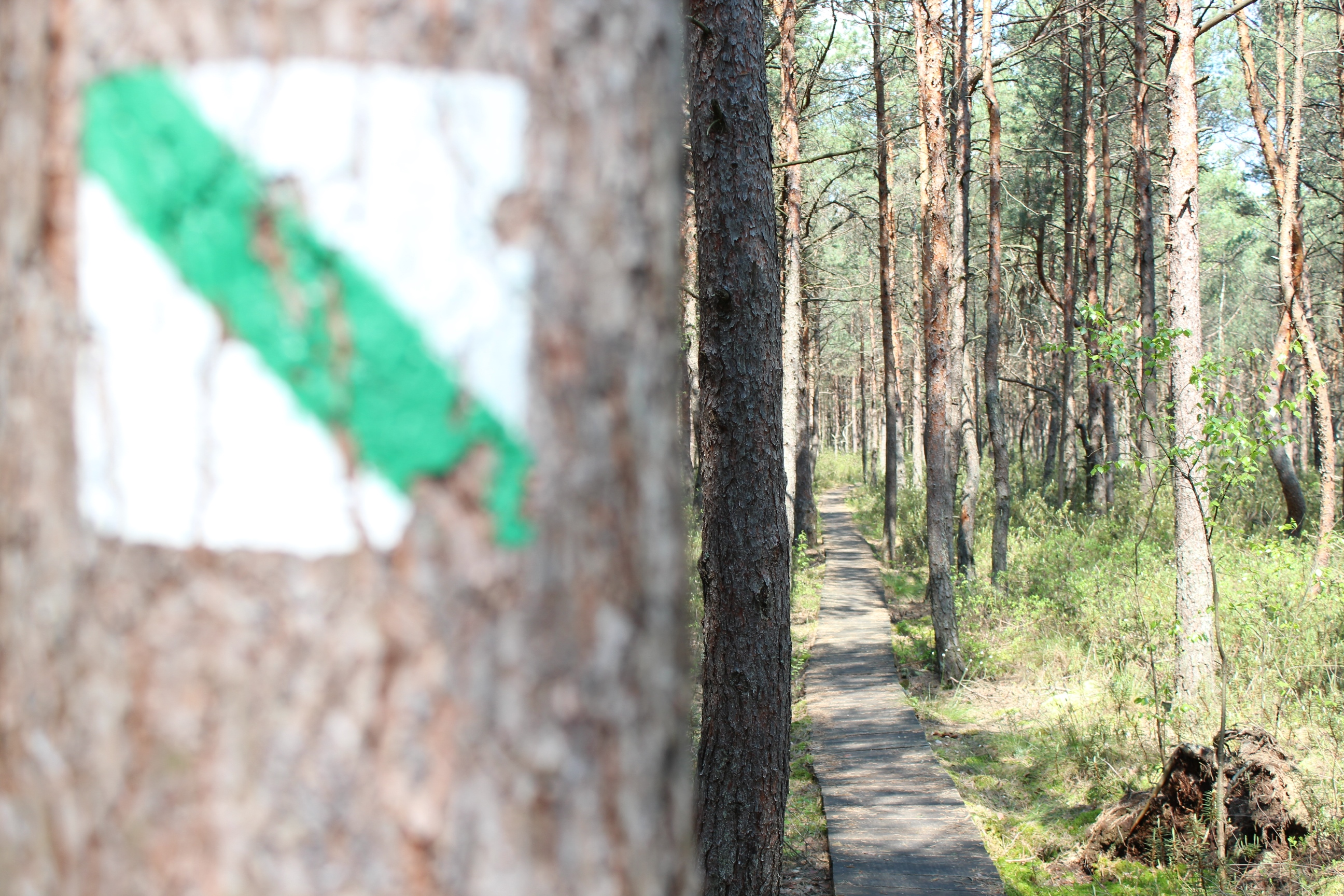
Oznaczenie przebiegu ścieżki na drzewie
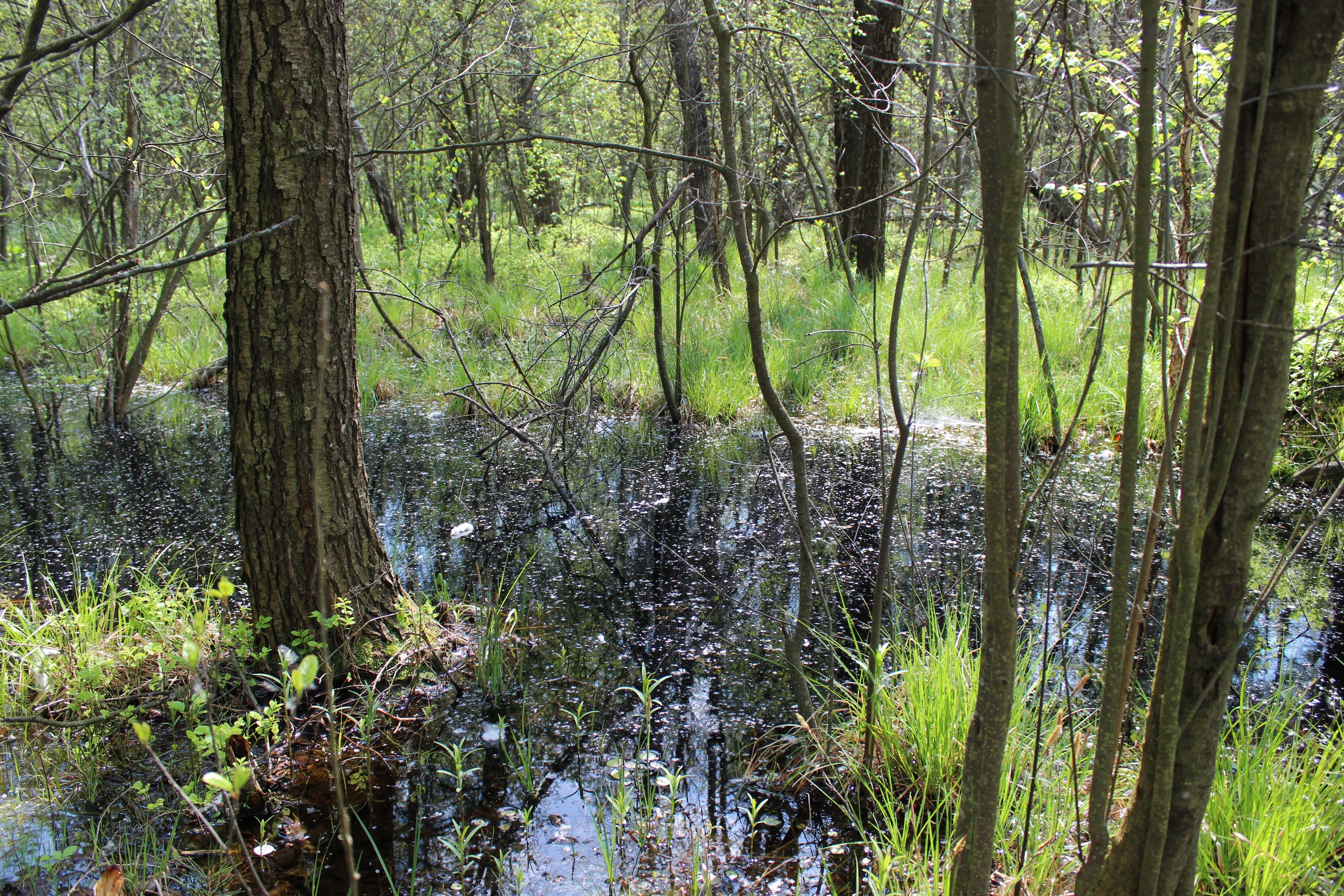
Obszar ochrony ścisłej „Las Bagno”
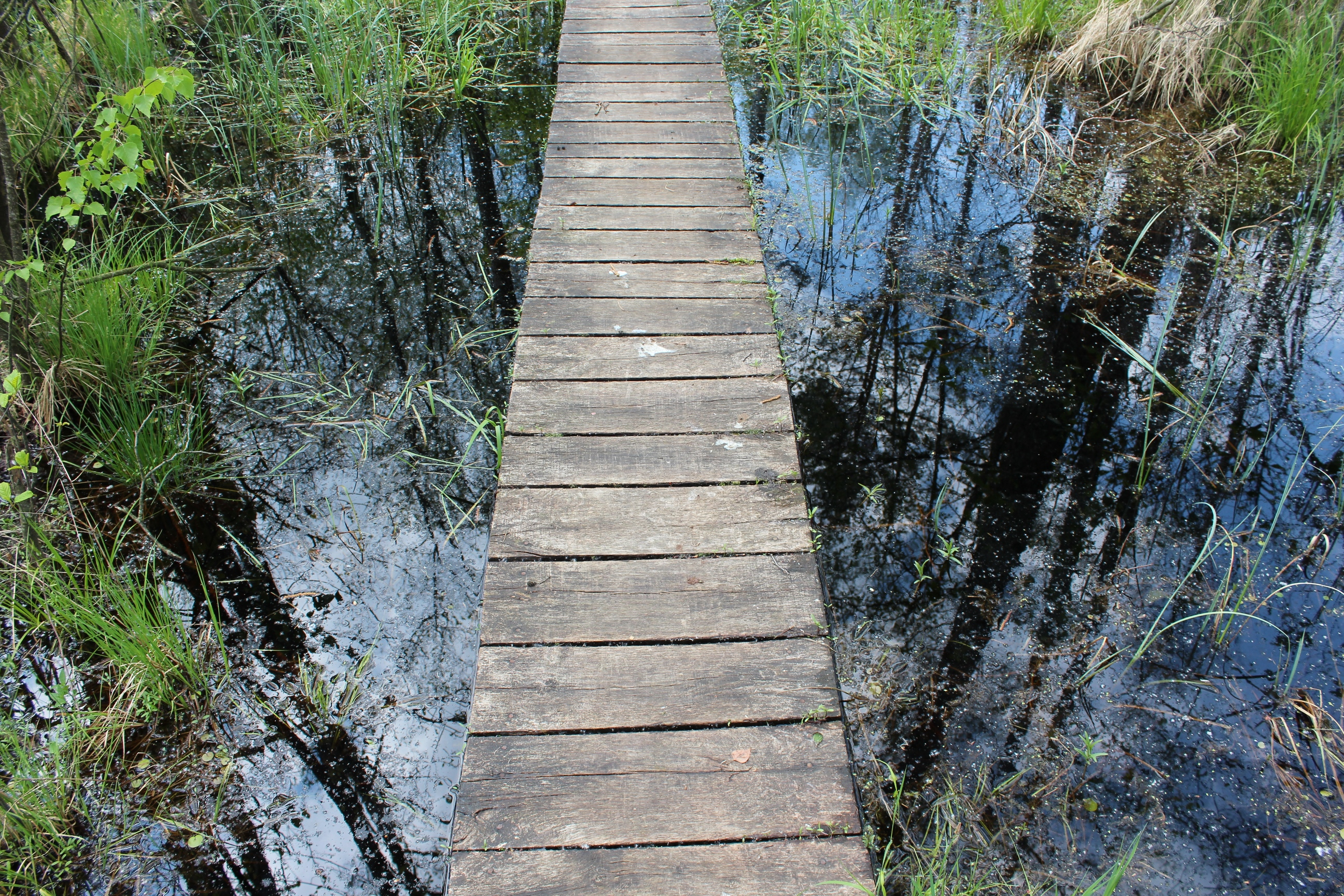
Kładka na ścieżce w okolicy „Lasu Bagno”
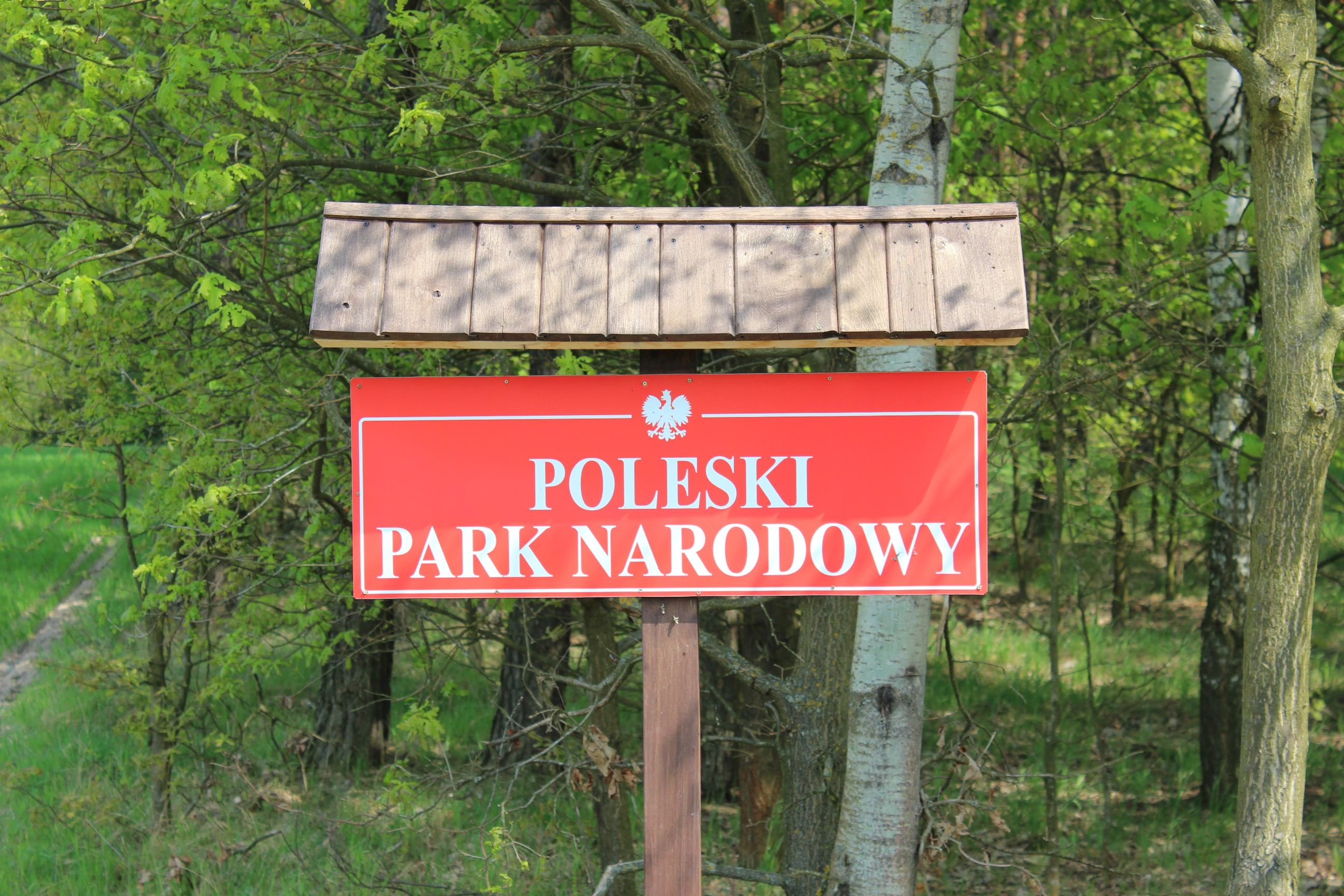
Granica Poleskiego Parku Narodowego